# Julia Edenhofer
Julia Edenhofer (* 14. Dezember 1946 in München; † 29. Dezember 2018 ebenda) war eine deutsche Buchautorin und Hörfunkmoderatorin beim Bayerischen Rundfunk.

## Leben
Nach dem Studium der Werbewissenschaften ging Julia Edenhofer zum Bayerischen Rundfunk. Bereits 1968 war sie als Sprecherin an der Sendung Club 16, einer beliebten wochentäglichen Radioshow auf Bayern 2, beteiligt. Von 1971 bis 1992 war sie Moderatorin von Radiosendungen auf Bayern 3 wie Frisch aus der Presse, Goldtimer, Meet the Beat und The Worlds Best Music. 1976 führte sie gemeinsam mit Thomas Gottschalk durch die Fernsehsendung Szene ’76. 1979 wurde sie festangestellte Musikredakteurin bei BR3, wo sie für die Programmgestaltung von Sendungen wie Hitkiste, Morgentelegramm und Radiotime verantwortlich war. Außerdem moderierte sie neben Georg Kostya die populäre Oldiesendung The Beat goes on in den 1980er Jahren.
Edenhofer schrieb erfolgreiche Lexika über Oldies, Rock- und Popmusik, aber auch Bücher über Stars wie Madonna, Sasha, Blümchen, George Clooney und Bruce Springsteen. Daneben betätigte sie sich regelmäßig auch als Übersetzerin. Edenhofer starb nach langer Krankheit am 29. Dezember 2018 im Alter von 72 Jahren, ihre anonyme Urnengrabstätte befindet sich auf dem Nordfriedhof (München).

## Schriften (Auswahl)
- mit Walter Föhringer und Thomas Jeier: Radio Luxemburg. Das große RTL Lexikon der Pop-Musik. Heyne, 1982, ISBN 3-453-51025-9.
- Madonna. Bastei Lübbe, 1988, ISBN 3-404-61113-6.
- Bruce Springsteen, The Boss. Bastei Lübbe, 1988, ISBN 3-404-61116-0.
- Rock und Pop A bis Z. Schneider, 1989, ISBN 3-505-09226-6.
- Das Grosse Oldie-Lexikon. Mit Hitparaden-Übersicht England, USA, Deutschland. Bastei Lübbe, 1991, ISBN 3-404-60288-9.
- Take me to the limit: Die rasante Karriere von Caught in the Act. Heyne, 1996, ISBN 3-453-11492-2.
- Rock und Pop von A bis Z. Bastei Lübbe, 1996, ISBN 3-404-60218-8.
- Tic Tac Toe, Kleine Träume werden groß. Heyne, 1997, ISBN 3-453-13631-4.
- Blümchen. Heyne, 1998, ISBN 3-453-13950-X.
- Der neue Superstar: George Clooney. Heyne, 1998, ISBN 3-453-14570-4.
- A Dedication to Sasha! Droemer Knaur, 1999, ISBN 3-426-61620-3.